# Metro de Lisboa

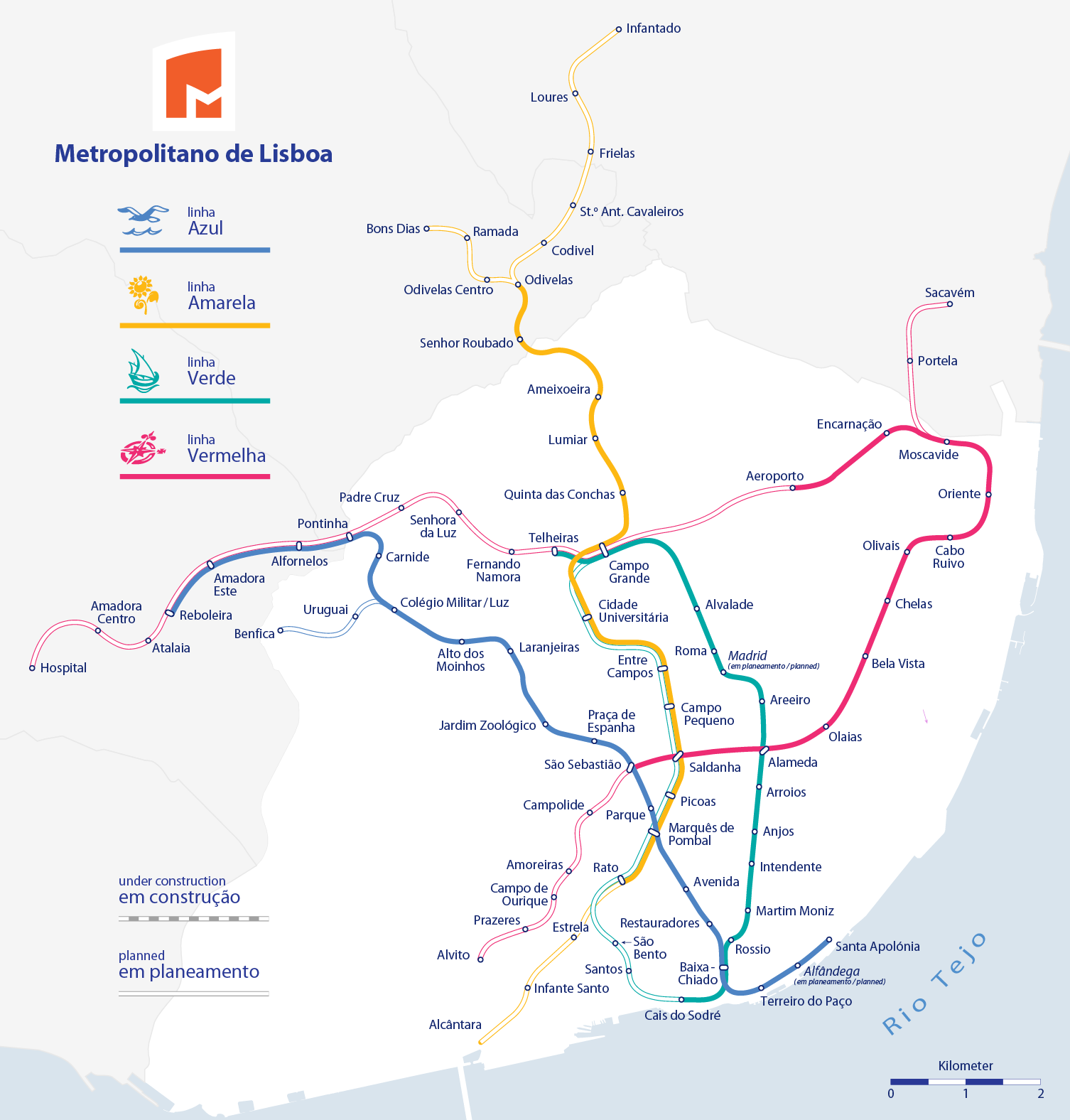
Plànol del Metro de Lisboa

El Metro de Lisboa (en portuguès, Metropolitano de Lisboa) és una xarxa de ferrocarril metropolità a la ciutat portuguesa de Lisboa. Aquesta xarxa fou el primer metro que hi hagué a Portugal.
A juliol del 2005 comptava amb 55 estacions en quatre línies anomenades: Gaivota, Girassol, Caravela i Oriente (en català, gavina, girasol, caravel·la i orient):
| Color                         | Nom                                      | Terminals                   | Estacions | Longitud | Història |
| ----------------------------- | ---------------------------------------- | --------------------------- | --------- | -------- | --- |
| Linha Azul línia blava        | Linha da Gaivota Línia de la Gavina      | Santa Apolónia Amadora Este | 17        | 14 km    | 1959: Sete Rios (ara Jardim Zoológico) - Restauradores 1988: Sete Rios - Colégio Militar (ara Colégio Militar-Luz) 1997: Colégio Militar-Luz - Pontinha 1998: Baixa-Chiado (separació línia blava i verda) 2004: Pontinha - Amadora Este 2007: Baixa-Chiado - Santa Apolónia |
| Linha Amarela línia groga     | Linha do Girassol Línia del Girasol      | Rato Odivelas               | 13        | 11 km    | 1959: Entre Campos - Restauradores 1988: Entre Campos - Cidade Universitária 1993: Cidade Universitária - Campo Grande 1997: Rotunda (ara Marquês de Pombal) - Rato 2004: Campo Grande - Odivelas                                                                            |
| Linha Verde línia verda       | Linha da Caravela Línia de la Caravel·la | Cais do Sodré Telheiras     | 13        | 9 km     | 1972: Restauradores - Alvalade 1993: Alvalade - Campo Grande 1998: Baixa-Chiado - Cais do Sodré (separació línia blava i verda) 2002: Campo Grande - Telheiras |
| Linha Vermelha línia vermella | Linha do Oriente Línia d'Orient          | São Sebastião Aeroporto     | 9         | 7 km     | 1998: Alameda - Oriente 2009: Alameda (II) - São Sebastião (II) 2012: Oriente - Aeroporto |